# Carlos Martín Briones
Charly, właśc. Carlos Martín Briones (ur. 12 marca 1991) – piłkarz  z Gwinei Równikowej grający na pozycji środkowego pomocnika. Od 2016 jest zawodnikiem klubu St Joseph’s FC.

## Kariera klubowa
Swoją karierę piłkarską Charly rozpoczął w klubie CD Azuqueca. Grał w nim do 2014 roku. Wtedy też przeszedł do College Europa z Gibraltaru. W sezonie 2014/2015 wywalczył z nim wicemistrzostwo kraju i zdobył z nim Gibraltar Premier Cup. W drugiej połowie 2015 roku grał w filipińskim Stallion FC. W 2016 wrócił do Gibraltaru i został zawodnikiem St Joseph’s FC.

## Kariera reprezentacyjna
W 2015 roku Charly został powołany do kadry na Puchar Narodów Afryki 2015. Był na nim trzecim bramkarzem i nie wystąpił ani razu. Z Gwineą Równikową zajął 4. miejsce.